# ماوت (السليمانية)
ماوت (بالكردية: ماوەت)‏ هي مدينة كوردية في كوردستان العراق ومركز قضاء ماوت في محافظة السليمانية شمال العراق.